# 政治心理学
政治心理学（Political psychology）は、心理学の観点から政治、政治家、政治行動を理解することに専念する社会心理学の一分野で、学際的な学問分野である。
学際的学問分野であり、社会心理学分野であり、心理学の観点から政治、政治家、政治行動を理解することに専念しています 。政治と心理学の関係は双方向であると考えられており、心理学は政治を理解するためのレンズとして使用され、政治学は心理学を理解するためのレンズとして使用される。学際的な分野として、政治心理学は、人類学、社会学、国際関係、経済学、哲学、メディア、ジャーナリズム、歴史など、他の幅広い分野から借用している。

## 概要
政治と心理学の関係は双方向であると考えられており、心理学は政治を理解することにも繋がり、逆に政治学は、時として心理学を理解することにも繋がる。
学際的な分野として、政治心理学は、人類学や社会学、国際関係、経済学、哲学、メディア、ジャーナリズム、歴史など、他のあらゆる分野にも関係している。政治心理学は、信念、動機、知覚、認知、情報処理、学習戦略、社会化、態度形成などによって影響を受ける、個人と文脈との相互依存関係を理解することを目的としている。政治心理学者は本質的に、認知的および社会的説明を使用して、政治的行動の基礎、動力学、および結果を研究する。

## 歴史と初期の影響

### 政治心理学の発展
・ミランダとクレデンタ
ミランダとクレデンタは人類学者のメリアム提唱。
ミランダは私たちの感性に訴えるもので記念日や音楽、儀式などのデモンストレーションを通して政府への崇拝を目指すものである。対してクレデンタは知性に訴えるものでエリート理論や多数支配論などの理論的説明によって政治権力を正当化するものである。
・プロパガンダ、シンボル
特定の思想や世論を作り出すことを意図した行為のことで政治の宣伝を行うことである。共通する言葉や特定のマークなどのシンボルが用いられることが多い。宗教の布教活動においてもシンボルを用いることは有用であり、キリスト教をはじめとする偶像崇拝は布教を容易にするために用いられる。
極端な例ではあるが、仏教とキリスト教の大きな違いは仏教が学問的な問いに重きを置くのに対して、キリスト教は「信じれば救われる」という言葉と信仰対象として偶像を用いていることが挙げられる。共産主義では赤星が共産党の支配下で社会の新秩序の正しさを表す象徴とされており、赤色は共産主義を表すシンボルである。戊辰戦争においても、官軍の正当性を象徴し義軍を打ち倒すために用いたシンボル「錦の御旗」がある。
激を飛ばすという言葉の本来の意味は叱咤激励をすることではなく、自分の意見を広く知らせることであり、プロパガンダを意味する言葉である。誤用であるが、励ますという意味合いは甲子園でナレーターが用いたことが由来である。
・ネガティブキャンペーン
誹謗中傷によって対立候補者を貶める選挙戦術がネガティブキャンペーンである。ネガティブキャンペーンは人格を否定するものであり、誹謗中傷を用いた選挙戦術は大衆の支持を得ることができない。当選後も支持を得られない可能性が高い。
・ポジティブキャンペーン
争点否定を行うことである。議論を施し、スポンサーの評価も高く、大衆の支持も得やすい。選挙当選後を考慮すると誹謗中傷を避け、ポジティブな宣伝を心掛けるべきである。
・ブーメラン効果
誹謗中傷を行う側が非難される効果。反発効果ともいう。他にも、人から強制されたときに反抗心を抱きやすくなるバイアスを意味する。誹謗中傷を行う者の好意は低下する。
・ヒューリスティック
経験則や先入観を意味する。自分の直感や経験をもとに意思決定を行うことである。
・システマティック処理
ヒューリスティック処理に対するものであり、動機づけが高い場合を意味する。動機づけとは目標に対して行動を起こすことである。前提として心理学は人間の根本には欲求が存在しており、心理学は欲求を元に行動を起こすことを研究する学問である。
・接種理論
接種理論では発言の内容を事前に知っていて反論を用意している場合、説得に対して免疫（抵抗力）が強くなることを意味する。
・心理的リアクタンス理論
他者の説得が受け手の自由選択への脅威になると受け取った場合、受け手は受け手の自由選択を回復させる（心理的リアクタンス）ために説得者の意図に反してブーメラン効果（反発効果）が起こる。